# 松阪市立柿野小学校
松阪市立柿野小学校（まつさかしりつ かきのしょうがっこう）は三重県松阪市の市立小学校。

## 概要
校歌は安田光治の作詞、小川誠一郎の作曲による。3番まであり、各番とも「こころのふるさと かきのこう」で終わる。
1975年（昭和50年）には9学級256人が在籍していたが、少子化が進み、2009年（平成21年）には7学級（うち1学級は特別支援学級）93人まで減少した。松阪市立仁柿小学校を統合した2010年（平成22年）には103人になった。

## 沿革
- 1874年（明治7年）11月19日 - 私立の横野村学校と深野村学校が開校[4]。
- 1875年（明治8年）
  - 1月27日 - 深野村学校を公立小学校とする。小学科上等（4年）・下等（4年）を設置[4]。
  - 11月 - 深野村学校、洋風の新校舎へ移転[4]。
- 1881年（明治14年）
  - 5月5日 - 小学科を初等科（3年）・中等科（3年）・高等科（2年）に改定[4]。
  - 7月 - 学区改正により、横野村と深野村が1つの学区となる。本校を深野村、分校を横野村に設置[5]。
- 1887年（明治20年）
  - 4月1日 - 学区改正により、深野村には大石尋常小学校本校と同校深野分教室が、横野村には粥見簡易科授業所横野分教室が置かれる[6]。
  - 6月29日 - 深野分教室を本校へ統合[6]。
- 1889年（明治22年）
  - 9月24日 - 小学校設置区域改正により、柿野第一尋常小学校を設置。深野校舎（4年）を本校とし、第一・第二分教室（2年）を設置[6]。
  - 10月 - 補習科設置[7]。
- 1902年（明治35年）4月1日 - 横野分教室（第二分教室）を廃止[7]。
- 1903年（明治36年）5月 - 柿野高等小学校設置[7]。
- 1906年（明治40年）3月 - 小学校の義務教育が6年となり、高等小学校は2年に変更[7]。
- 1907年（明治41年）
  - 1月2日 - 同窓会設立（同窓会総会を開催）[8]。
  - 10月21日 - 新校舎落成、柿野尋常高等小学校に改称、夏明分校（第一分教室）を廃止[7]。
- 1912年（大正元年） - 校訓・校歌制定[8]。
- 1918年（大正7年） - 実業補習学校を併設[8]。
- 1927年（昭和2年）3月21日 - アメリカ友情人形歓迎会を開催[9]。
- 1937年（昭和12年）12月7日 - 神社形式の奉安殿が落成[9]。
- 1940年（昭和15年）11月10日 - 紀元二千六百年・教育勅語渙発五十周年式典を挙行[9]。
- 1941年（昭和16年） - 国民学校令により、柿野第一国民学校に改称[10]。
- 1947年（昭和22年）4月 - 学制改革により、柿野第一小学校に改称、新制の柿野中学校を併設[10]。
- 1954年（昭和28年）1月6日 - 柿野中学校が分離[10]。
- 1956年（昭和31年）8月1日 - 飯南町発足により、飯南町立柿野小学校に改称[10]。
- 1958年（昭和33年）10月21日 - 創立50周年記念行事を挙行[10]。
- 1963年（昭和38年）8月29日 - 鉄筋コンクリート3階建（一部4階）の新校舎完成[10]。
- 1966年（昭和41年）7月 - 学校給食開始[10]。
- 1969年（昭和44年）7月25日 - プール完成[10]。
- 2005年（平成17年）1月1日 - 市町村合併に伴い、松阪市立柿野小学校に改称。
- 2006年（平成18年）度 - 通学路の危険箇所を小学生が点検する「あんなびたんけん隊」を実施[11]。
- 2010年（平成22年）
  - 1月26日 - 松阪市立仁柿小学校の3年生と柿野小3年生が合同で伝統工芸「深野和紙」の紙すきを体験[12]。
  - 4月1日 - 松阪市立仁柿小学校を統合。

## 校区
飯南町深野、飯南町横野、飯南町下仁柿、飯南町上仁柿、飯南町粥見（一部）

## 周辺
- 国道166号（和歌山街道）
- 来迎寺 (松阪市飯南町)